# Порт-Вільям (Огайо)
Порт-Вільям (англ. Port William) — селище (англ. village) в США, в окрузі Клінтон штату Огайо. Населення — 229 осіб (2020).

## Географія
Порт-Вільям розташований за координатами 39°33′7″ пн. ш. 83°47′9″ зх. д. / 39.55194° пн. ш. 83.78583° зх. д. (39.551887, -83.785722).  За даними Бюро перепису населення США в 2010 році селище мало площу 0,31 км², з яких 0,30 км² — суходіл та 0,01 км² — водойми.

## Демографія
Згідно з переписом 2010 року, у селищі мешкали 254 особи в 97 домогосподарствах у складі 63 родин. Густота населення становила 821 особа/км².  Було 113 помешкання (365/км²).
Расовий склад населення:
| - 95,7 % — білих - 2,0 % — корінних американців - 1,2 % — чорних або афроамериканців - 0,8 % — азіатів |

До двох чи більше рас належало 0,4 %. Частка іспаномовних становила 1,2 % від усіх жителів.
За віковим діапазоном населення розподілялося таким чином: 29,5 % — особи молодші 18 років, 62,6 % — особи у віці 18—64 років, 7,9 % — особи у віці 65 років та старші. Медіана віку мешканця становила 35,6 року. На 100 осіб жіночої статі у селищі припадало 96,9 чоловіків;  на 100 жінок у віці від 18 років та старших — 92,5 чоловіків також старших 18 років.
Середній дохід на одне домашнє господарство  становив 42 097 доларів США (медіана — 28 333), а середній дохід на одну сім'ю — 47 820 доларів (медіана — 30 500). Медіана доходів становила 38 958 доларів для чоловіків та 26 500 доларів для жінок. За межею бідності перебувало 34,9 % осіб, у тому числі 34,6 % дітей у віці до 18 років та 4,8 % осіб у віці 65 років та старших.
Цивільне працевлаштоване населення становило 96 осіб. Основні галузі зайнятості: роздрібна торгівля — 21,9 %, виробництво — 21,9 %, освіта, охорона здоров'я та соціальна допомога — 14,6 %, транспорт — 12,5 %.